# Francaltroff
Francaltroff là một xã trong vùng Grand Est, thuộc tỉnh Moselle, quận Château-Salins, tổng Albestroff. Tọa độ địa lý của xã là 48° 57' vĩ độ bắc, 06° 47' kinh độ đông. Francaltroff nằm trên độ cao trung bình là 220 mét trên mực nước biển, có điểm thấp nhất là 217 mét và điểm cao nhất là 289 mét. Xã có diện tích 12,46 km², dân số vào thời điểm 1999 là 678 người; mật độ dân số là 54 người/km².

## Thông tin nhân khẩu
| 1962 | 1968 | 1975 | 1982 | 1990 | 1999 |
| ---- | ---- | ---- | ---- | ---- | ---- |
| 544  | 563  | 558  | 564  | 615  | 678  |